# (4900) Maymelou
(4900) Maymelou est un astéroïde de la ceinture principale.

## Description
(4900) Maymelou est un astéroïde de la ceinture principale. Il fut découvert le 16 juin 1988 à l'observatoire Palomar par Eleanor Francis Helin. Il présente une orbite caractérisée par un demi-grand axe de 2,38 UA, une excentricité de 0,13 et une inclinaison de 5,9° par rapport à l'écliptique.

## Compléments